# Elbe-Saale Hopfen

Logo.

Elbe-Saale Hopfen (Houblon d'Elbe-Saale) est une appellation d'origine du type indication géographique protégée (IGP) qui s'applique à une production de houblon cultivé dans le Land de Saxe-Anhalt (Allemagne) dans la région houblonnière de Elbe-Saale.
L'appellation Elbe-Saale Hopfen a été inscrite dans la liste des indications géographiques de l'Union européenne en vertu du règlement (UE) n° 503/2007 de la Commission du 3 avril 2014. La protection induite par cette appellation porte exclusivement sur les cônes de houblon séchés  (Lupuli  strobulus) et sur les  produits issus de leur transformation, c'est-à-dire granulés (pellets en anglais) et extraits de houblon obtenus à l'aide de CO2 et d'éthanol.
L'organisme chargé de la gestion de cette appellation est le Elbe-Saale Hopfenpflanzerverband e.V. (Association des producteurs de houblon d'Elbe-Saale).